# 흑권 (2006년 영화)
《흑권》(黑拳, Fatal Contact)은 홍콩에서 제작된 나수요 감독의 2006년 액션 영화이다. 오경 등이 주연으로 출연하였다.

## 출연

### 주연
- 오경
- 정중기
- 양애근
- 임설
- 부영
- 홍천명
- 시우파이 청
- 노혜광

## 같이 보기
- 우징